# Saint-Jude
Pour les articles homonymes, voir Jude.
Saint-Jude est une municipalité canadienne du Québec située dans la municipalité régionale de comté des Maskoutains et dans la région administrative de la Montérégie, située à environ 77 km de Montréal.

## Toponymie
La municipalité est nommée ainsi en l'honneur de l'apôtre Jude, le patron des causes perdues.

## Histoire
La municipalité est érigée le 11 janvier 1835. En 1843, une partie du territoire de Saint-Jude est détachée pour créer la municipalité de Saint-Barnabé-Sud. Le 1er juillet 1855, la municipalité de paroisse de Saint-Jude est constituée lors du premier découpage municipal du Québec.

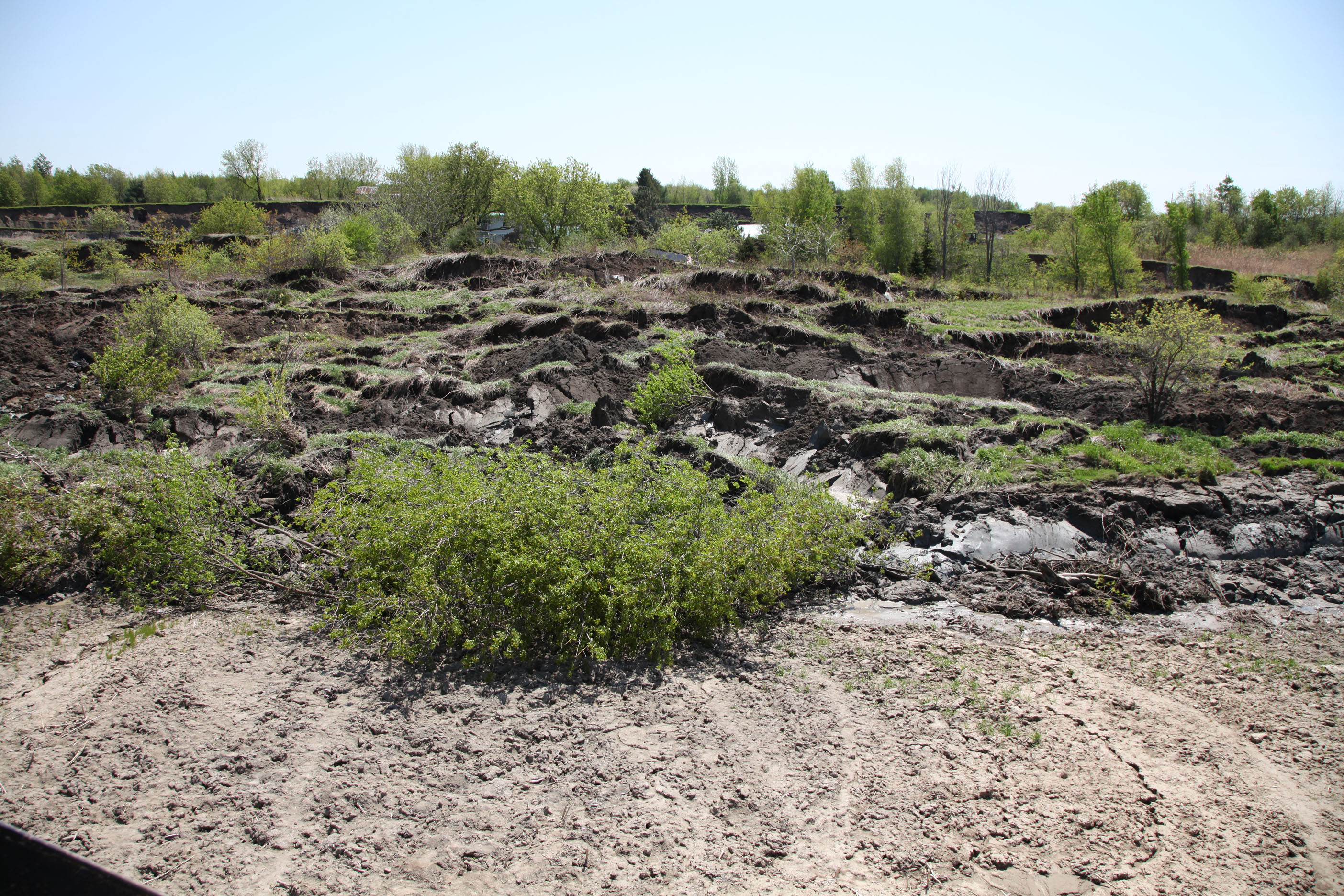
Glissement de terrain de mai 2010.

Le 16 mars 1996, Saint-Jude change son statut pour celui de municipalité de Saint-Jude.
Le 10 mai 2010, un important glissement de terrain emporte une maison et fait quatre morts sur les berges de la rivière Salvail. Le terrain déplacé couvre un kilomètre sur 500 mètres.

## Géographie
La rivière Salvail, un affluent de la rivière Yamaska, traverse la municipalité du sud-ouest vers le nord-est en passant au nord de l'agglomération.

## Démographie
| 1991  | 1996  | 2001  | 2006  | 2011  | 2016  | 2021  |
| ----- | ----- | ----- | ----- | ----- | ----- | ----- |
| 1 133 | 1 143 | 1 126 | 1 130 | 1 235 | 1 214 | 1 326 |

On appelle les habitants de Saint-Jude les Rocquevillois et les Rocquevilloise. Au recensement de 2011 la municipalité comptait 1235 habitants.

## Administration
Les élections municipales se font en bloc pour le maire et les six conseillers.
| Saint-Jude Maires depuis 2002                                                                                        |                      |         |          |
| Élection | Maire                | Qualité | Résultat |
| 2002 | André Cyr            |         |          |
| 2005 | André Cyr            | Voir    |          |
| 2009 | Yves De Bellefeuille |         | Voir     |
| 2013 | Yves De Bellefeuille | Voir    |          |
| 2017 | Yves De Bellefeuille | Voir    |          |
| 2021 | Annick Corbeil       |         | Voir     |
| Élection partielle en italique Depuis 2005, les élections sont simultanées dans toutes les municipalités québécoises |                      |         |          |

Du côté provincial, la municipalité fait partie de la circonscription électorale de Richelieu.

## Drapeau de Carillon
Plus important encore, Saint-Jude est le village d'origine du drapeau québécois. En 1902, le prêtre de Saint-Jude, Elphège Filiatrault, propose une ébauche du drapeau québécois, le drapeau de Carillon. La croix blanche et le lys représentent la France, mère-patrie du Québec. Toutefois, ce n'est que cinquante ans plus tard, le 21 janvier 1948, que Maurice Duplessis adopte le drapeau sous cette condition : que les lys blancs soient placés verticalement afin de représenter la droiture du peuple québécois.

## Culture et patrimoine
Le village possède un centre d'interprétation qui constitue un refuge pour des centaines d'oiseaux de proie blessés.